# Matt Milburn
Matt Milburn es un actor británico, más conocido por haber interpretado a Nicky Pritchard en Emmerdale.

## Biografía
Su hermano es el actor Greg Wood, también tiene una hermana llamada Jenny Milburn.

## Carrera
En 2003 se unió a la popular serie británica Hollyoaks, donde interpretó a Joseph "Joe" Spencer hasta el 8 de septiembre de 2006.
El 26 de mayo de 2011, se unió al elenco recurrente de la aclamada serie británica Emmerdale Farm, donde interpretó al veterinario Nicky Pritchard hasta el 24 de noviembre del mismo año.

## Filmografía[3]

### Serie de televisión
| Año               | Título                 | Papel           | Notas        |
| ----------------- | ---------------------- | --------------- | ------------ |
| 2016, 2018 - 2019 | Coronation Street      | Tommy Orpington | 7 episodios  |
| 2011              | Emmerdale Farm         | Nicky Pritchard | 26 episodios |
| 2003 - 2006       | Hollyoaks              | Joe Spencer     | 13 episodios |
| 2004              | Hollyoaks: After Hours | Joe Spencer     | tv serie     |

### Películas
| Año  | Título       | Papel  | Notas                                                            |
| ---- | ------------ | ------ | ---------------------------------------------------------------- |
| 2010 | Greasy Spoon | Dillon | corto - junto a Gillian Barge, Philip Broadbent y Gemma Hepworth |

### Teatro
| Año  | Obra                       | Personaje       | Director        | Teatro                  |
| ---- | -------------------------- | --------------- | --------------- | ----------------------- |
| 2010 | Tag Team                   | Jez             | Trever Mcfarlen | Ballon Head Productions |
| 2010 | The Merry Wives Of Windsor | Fenton/Bardolph | Niel Sheppeck   | GBTheatre Company       |
| 2010 | As You Like It             | Oliver          | Niel Sheppeck   | GBTheatre Company       |